# Rata de Haas
La rata de Haas (Rattus haasi) és una espècie extinta de mamífer rosegador de la família dels múrids que visqué a l'Orient Pròxim durant el Plistocè mitjà, fa entre 129.000 i 774.000 anys. Se n'han trobat restes fòssils a la cova de Qessem (Israel). És coneguda únicament a partir de dents molars inferiors. La morfologia d'aquestes dents indica que la rata de Haas ocupa un punt evolutiu intermedi entre els complexos d'espècies R. rattus i R. norvegicus. Fou anomenada en honor de Georg Haas, un paleontòleg israelià d'origen austríac.